# Associação da Língua Turca
A Associação da Língua Turca (em turco: Türk Dil Kurumu, TDK) é a academia de letras responsável pela regulamentação do idioma turco, fundada em 12 de julho de 1932 por iniciativa de Kemal Atatürk, político fundador da República da Turquia. A associação, cuja sede se localiza em Ancara, capital do país, age como a autoridade oficial do idioma (sem qualquer poder de aplicação das leis e normas, no entanto), e contribui a pesquisa linguística tanto do turco como de outros idiomas turcomanos, e é responsável pela publicação do dicionário oficial da língua, Güncel Türkçe Sözlük.